# Aurillac
Aurillac (Orlhac på occitansk) er en by og kommune i Frankrig. Den er préfecture (hovedstad) i departementet Cantal i regionen Auvergne-Rhône-Alpes. Indbyggerne har været kaldt Aurillacois.

## Økomoni
Aurillac er den historiske hovedstad til paraplyen[kilde mangler], og byen producerer i dag mere end halvdelen af paraplyerne i Frankrig[kilde mangler].

## Eksterne links
- Wikimedia Commons har flere filer relateret til Aurillac